# آنا شارما
آنا شارما (بالنيبالية: अन्नपूर्ण शर्मा)‏ هي ممثلة نيبالية، ولدت في 24 مايو 1995 في كاتماندو في نيبال.